# Зозульчак
Зозульчак (Anomalospiza imberbis) — вид горобцеподібних птахів родини вдовичкових (Viduidae).

## Поширення
Вид поширений в Субсахарській Африці. Має досить фрагментарний ареал. Живе в саванах і рідколіссях міомбо.

## Опис
Дрібний птах, завдовжки 11-12 см, вагою 18-22 г. Це птахи міцної і масивної зовнішності, із закругленою головою, міцним і конічним дзьобом, загостреними крилами та хвостом з квадратним закінченням. Основне забарвлення самців світло-жовте, самиць сіро-коричневе. В обох статей крила та спина вкриті коричневими смужками, а махові пера та хвіст темно-коричневого, майже чорного кольору.

## Спосіб життя
У негніздовий період трапляється у змішаних зграях з астрильдовими і ткачиковими. Живиться насінням трав, яке збирає на землі. Рідше поїдає ягоди, дрібні плоди, квіти, комах.

## Розмноження
Сезон розмноження відповідає сезону дощів і триває з серпня по листопад південніше екватора і з лютого по червень в північній частині ареалу. Гніздовий паразит. Підкладає свої яйця у гнізда різних видів Prinia і Cisticola . За сезон самиці відкладають 4-6 яєць. Пташенята вилуплюються приблизно через два тижні після відкладення: вони народжуються сліпими і немічними. Вони мають мітки на сторонах рота і горла, ідентичні тим, як у пташенят астрильдів, внаслідок чого їх не можна відрізнити. Пташенята ростуть разом з пташенятами прийомних птахів, слідуючи їхньому циклу росту. Вони залишають гніздо через три тижні після вилуплення, але незалежними стають до півторамісячного віку. Часто ці пташенята після досягнення зрілості залишаються у зграї своїх прийомних батьків.